# Boschmaella japonica
Boschmaella japonica is een krabbezakjessoort uit de familie van de Chthamalophilidae. De wetenschappelijke naam van de soort is voor het eerst geldig gepubliceerd in 1990 door Høeg, Kapel, Thor & Webster.